# Compuesto de tres cubos
| Compuesto de tres cubos                 | Compuesto de tres cubos       |
| --------------------------------------- | ----------------------------- |
|                                         |                               |
| Tipo                                    | Compuesto uniforme            |
| Índice                                  | UC8                           |
| Envolvente convexa                      | Octaedro truncado no uniforme |
| Poliedros                               | 3 cubos                       |
| Caras                                   | 6+12 cuadrados                |
| Aristas                                 | 36                            |
| Vértices                                | 24                            |
| Grupo de simetría                       | Octaédrico (Oh)               |
| Subgrupo restringido a un solo elemento | Prismático de 4 lóbulos (D4h) |

En geometría, el compuesto de tres cubos es un poliedro uniforme formado por tres cubos dispuestos con simetría octaédrica. Aparece representado en obras de Max Brückner y de M. C. Escher.

## Historia
Este compuesto aparece en el libro de Max Brückner Vielecke und Vielflache (1900),  y en la litografía titulada Cascada (1961) de M. C. Escher, quien conocía el libro de Brückner. Su dual, el compuesto de tres octaedros, forma la imagen central en una xilografía anterior de Escher, titulada Stars. 
En el manuscrito del siglo XV De quinque corporibus regularibus, Piero della Francesca incluye un dibujo de un octaedro circunscrito alrededor de un cubo, con ocho de las aristas del cubo en las ocho caras del octaedro. Tres cubos inscritos de esta manera dentro de un solo octaedro formarían el compuesto de tres cubos, pero della Francesca no describe el compuesto. 

## Construcción y coordenadas
Este compuesto se puede construir superponiendo tres cubos idénticos y luego rotando cada uno 45 grados alrededor de un eje distinto (que pasa por los centros de dos caras opuestas).
Las coordenadas cartesianas de los vértices de este compuesto se pueden obtener a partir de las permutaciones de (0,\pm 1,\pm {\sqrt {2}})